# Max Lorca-Lloyd
Max Lorca-Lloyd (Fayetteville, Carolina del Norte, 12 de enero de 2000) es un baloncestista estadounidense con nacionalidad chilena que se desempeña en la posición de pívot. El último equipo para el que jugó fueron los UMBC Retrievers, el representativo de baloncesto de la Universidad de Maryland, Condado de Baltimore en la America East Conference de la División I de la NCAA.

## Carrera deportiva
Criado en Brooklyn, Lorca-Lloyd jugó en los PSA Cardinals de la Amateur Athletic Union y en el equipo de la Northfield Mount Hermon School. Siendo un recluta de cuatro estrellas, en 2019 aceptó la beca ofrecida por la Universidad de Pennsylvania para jugar con los Penn Quakers en la Ivy League de la División I de la NCAA.
Siendo freshman, una lesión lo dejó fuera de competición luego de haber jugado 9 partidos. La temporada como sophomore la perdió completamente a causa de que su universidad decidió retirar a sus equipos deportivos por la pandemia de COVID-19, reapareciendo en las canchas en su año como júnior con un promedio de 4,3 puntos y 3,8 rebotes por partido en apenas 6 encuentros. En su temporada como sénior, Lorca-Lloyd pudo salir a la cancha en 28 ocasiones, registrando finalmente números más bajos que en su temporada anterior.
En abril de 2023 se transfirió a la Universidad de Maryland, Condado de Baltimore, con la intención de unirse a los Retrievers y tener más protagonismo en el torneo de la America East Conference.

## Selección nacional
Siendo hijo de un emigrante chileno a los Estados Unidos, Lorca-Lloyd resultó elegible para integrarse al seleccionado de baloncesto de Chile. Jugó dos ediciones del Campeonato FIBA Américas Sub-18, pero su momento más destacado con el equipo nacional juvenil sucedió en el Campeonato Sudamericano de Baloncesto Sub-17 de 2017, torneo que los chilenos conquistaron gracias a la brillante actuación del pívot estadounidense. 
Desde 2021 forma parte de la selección de baloncesto de Chile. 

## Palmarés
- Sudamericano Sub-17, en Lima (Perú). (2017)